# Liste d'artistes de rockabilly

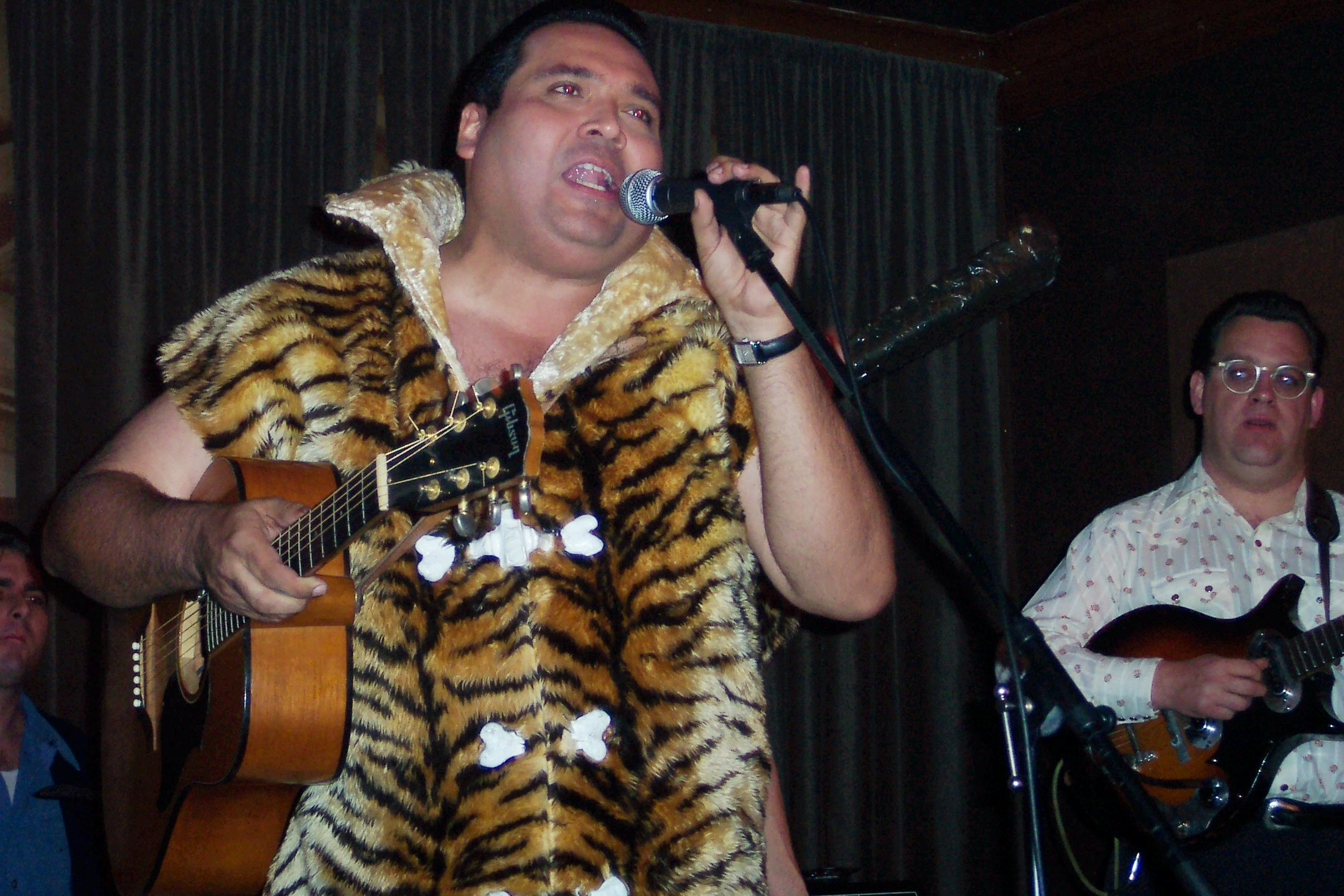
Big Sandy & His Fly-Rite Boys, groupe de rockabilly

Cette liste d'artistes de rockabilly présente les artistes ayant abordé le genre rockabilly significativement au cours de leur carrière.

## Années 1950 et 1960
- Hasil Adkins[1],[2]
- Sonny Burgess[3],[4],[5],[6]
- Dorsey Burnette[7],[8]
- Johnny Burnette[8],[9],[10],[11]
- Rocky Burnette[12]
- James Burton[13],[14]
- Ray Campi[15],[16],[17]
- Johnny Carroll[18],[19]
- Johnny Cash[8],[9],[20],[21],[22]
- Les Chaussettes noires[23]
- Sanford Clark[24]
- Eddie Cochran[9],[25],[26],[27]
- Jackie Lee Cochran[28]
- The Collins Kids[27],[29],[30],[31]
- Lorrie Collins[32]
- Mac Curtis[33],[34]
- Charlie Feathers[33],[35],[36],[37]
- Narvel Felts[38]
- Sonny Fisher[34],[39]
- Billy Fury[40]
- Cliff Gallup[9],[41]
- Glen Glenn[42],[43],[44]
- Curtis Gordon[45]
- Charlie Gracie[46]
- Bill Haley[9]
- Roy Hall[22],[47],[48]
- Johnny Hallyday[49]
- Dale Hawkins[50],[51],[52]
- Buddy Holly[9],[53],[54],[55],[56],[57]
- Wanda Jackson[58],[59],[60],[61],[62]
- Jerry Jaye[63]
- George Jones[64]
- Buddy Knox[57],[65],[66]
- Sleepy Labeef[57],[67],[68]
- Brenda Lee[32]
- Jerry Lee Lewis[4],[9],[21],[57],[69],[70],[71]
- Bob Luman[72],[73],[74],[75]
- Rose Maddox[76]
- Carl Mann[77],[78]
- Janis Martin[58],[79],[80],[81]
- Eddy Mitchell[49]
- Scotty Moore[14],[53]
- Sparkle Moore[58]
- Rick Nelson[27],[55]
- Roy Orbison[4],[9],[21],[57],[82],[83],[84]
- Buck Owens (sous le nom Corky Jones)[85]
- Kenny Parchman[86]
- Carl Perkins[4],[9],[87],[88],[89],[90],[91],[92],[93]
- Luther Perkins[83]
- The Phantom[94]
- Elvis Presley[9],[53],[95],[96],[97],[98]
- Marvin Rainwater[99]
- Jody Reynolds[100]
- Charlie Rich[9],[69],[101]
- Billy Lee Riley[4],[21],[102],[103],[104]
- Dick Rivers[49]
- Marty Robbins[105]
- The Rock-A-Teens[106]
- Jack Scott[10],[57],[107]
- Ronnie Self[108],[109]
- Jumpin' Gene Simmons[110]
- Warren Smith[4],[57],[111],[112]
- Gene Summers[103]
- Vince Taylor[113]
- Hayden Thompson[8],[114]
- Bobby Lee Trammell[115]
- Conway Twitty[116],[117]
- Gene Vincent[57],[118]
- Travis Wammack[82]
- Malcolm Yelvington[88]

## Décennies suivantes
- The Baseballs[119]
- The Blasters[120]
- Boz Boorer[121]
- Billy Burnette[122]
- Hank C. Burnette[123]
- Crazy Cavan and the Rhythm Rockers[124]
- Commander Cody and His Lost Planet Airmen[125]
- Devil Doll[126]
- Levi Dexter and the Rockats[127]
- Dave Edmunds[128]
- Les Ennuis commencent[129]
- Chris Evans[130]
- Les Forbans[131]
- Danny Gatton[132]
- Robert Gordon[133],[134],[135]
- Heavy Trash[136]
- Hot Pants[137]
- Kitty, Daisy and Lewis[138]
- Linda Gail Lewis[139]
- Tony Marlow[140]
- Matchbox[124]
- Imelda May[141]
- The Megatons[142]
- Slim Jim Phantom[143]
- The Polecats[121],[144]
- Lee Rocker[145]
- Tex Rubinowitz[146]
- Brian Setzer[147]
- Shakin' Stevens[148],[149]
- The Stray Cats[121],[134],[150],[151],[152]